# 亨里克·鲁梅尔
亨里克·鲁梅尔（丹麥語：Henrik Rummel，1987年9月26日—），美国男子赛艇运动员。他曾代表美国参加2012年和2016年夏季奥林匹克运动会赛艇比赛，其中2012年奥运会获得一枚铜牌。